# 茨城県道321号上檜沢下小川停車場線

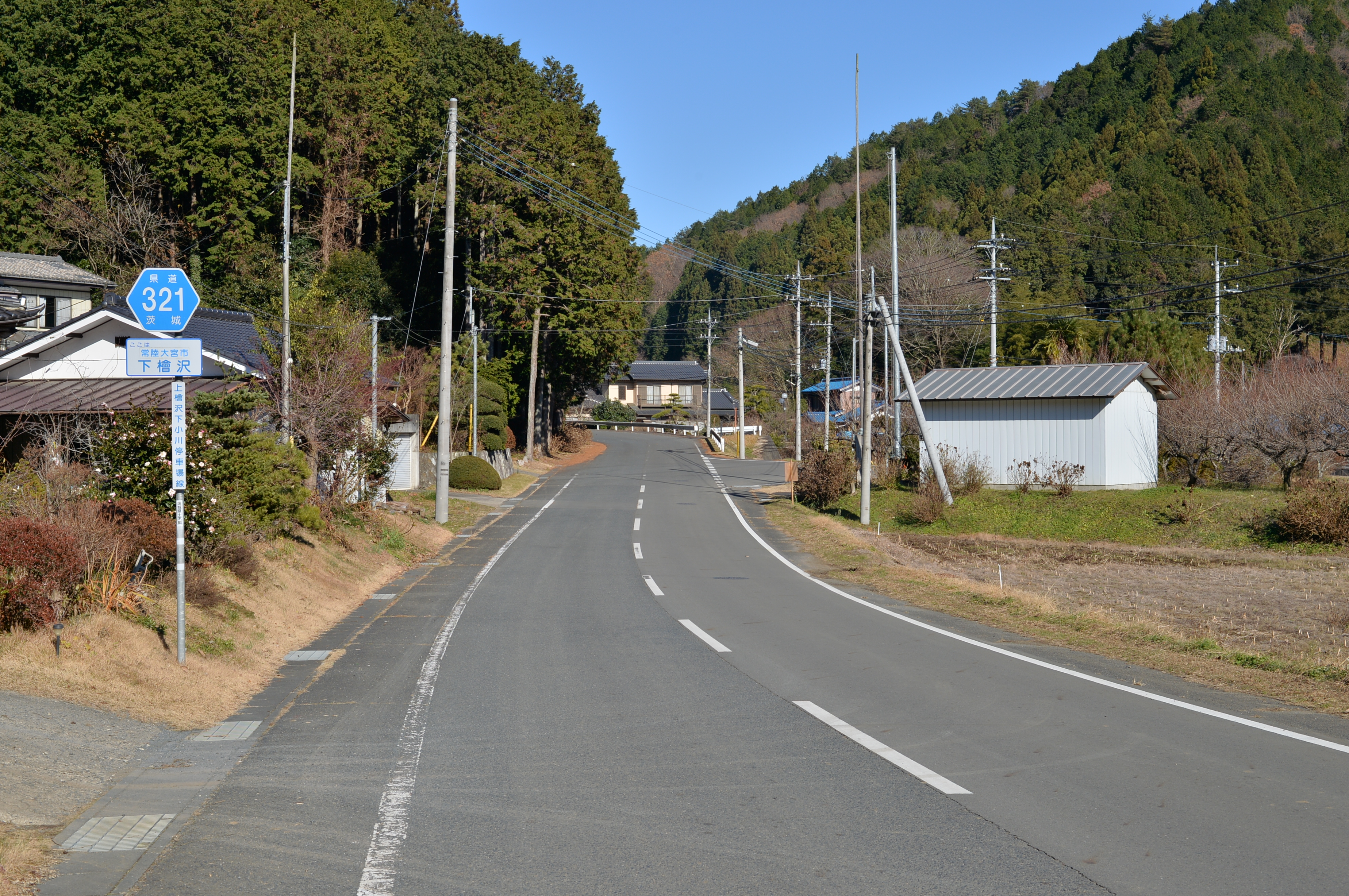
茨城県道321号上檜沢下小川停車場線
常陸大宮市下檜沢（2014年12月）
起点付近より撮影。これより先の七内峠区間は車両通行不能となる。

茨城県道321号上檜沢下小川停車場線（いばらきけんどう321ごう かみひざわ しもおがわていしゃじょうせん）は、茨城県常陸大宮市（美和地区）からJR水郡線下小川駅までを結ぶ県道である。

## 路線概要
- 起点：常陸大宮市上檜沢（茨城県道29号常陸太田烏山線分岐）[1]
- 終点：常陸大宮市盛金（JR水郡線 下小川駅）[1]
- 総延長：14.321 km[2]
- 重用延長：なし[2]
- 未供用延長：なし[2]
- 実延長：14.321 km[2]
- 自動車交通不能区間延長[注釈 1]：2.998 km[2]

常陸大宮市下檜沢から同市久隆（くりゅう）までの七内峠区間2.998kmは山に阻まれ車両通行不能である。

## 歴史
1959年（昭和34年）10月14日、新たな県道として那珂郡美和村大字上檜沢（現、常陸大宮市上檜沢）を起点とし、那珂郡山方町大字盛金（現、常陸大宮市盛金）の下小川停車場を終点とする区間を本路線とする県道上檜沢下小川停車場線として茨城県が県道路線認定した。
1995年（平成7年）に整理番号321となり現在に至る。

### 年表
- 1925年（大正14年）8月15日：下小川駅が開業する。
- 1952年（昭和27年）4月1日：現在の路線の前身である原下小川停車場線が路線認定される[3]。
- 1959年（昭和34年）10月14日
  - 現在の路線が路線認定される（図面対照番号149）[4]。
  - 道路の区域は、那珂郡美和村大字上檜沢の県道小田野口山方線（現在の県道常陸太田那須烏山線にあたる）分岐から那珂郡山方町大字盛金の下小川停車場までと決定された[1]。
- 1964年（昭和39年）7月3日：車両制限令第5条1項[注釈 2]に基づく指定（路線対象番号149 上檜沢下小川停車場線：小田野口山方線分岐点 - 下小川停車場線交点）を受ける[5]。
- 1968年（昭和43年）4月30日：那珂郡山方町大字盛金字沢 - 同字戸ノ内の242 m区間を線形改良バイパスに付け替え[6]。
- 1974年（昭和49年）7月20日：那珂郡美和村大字下檜沢字新田 - 字森下および、那珂郡山方町大字久隆字不動沢 - 大字盛金の道路（計12.383 km）を供用開始し、同時に旧ルート（最小幅員2 m）を廃止[7]。
- 1993年（平成5年）8月19日：那珂郡山方町大字盛金地内において、待避所を6か所設置する道路区域が決定する[8]。
- 1995年（平成7年）3月30日：整理番号207から現在の番号（整理番号321）に変更される[9][10]。
- 2005年（平成17年）8月4日：常陸大宮市盛金字栃ヶ原 - 同市盛金字桧沢口の狭隘道路（1.4 km）を道路改良2車線化する区域決定[11]。
- 2017年（平成29年）2月2日：常陸大宮市下檜沢字新田 - 同字中之内の狭隘路 (最小幅員2.8 m、延長524 m）を拡幅する道路区域を指定 [12]。

## 路線状況

### 重複区間
- 県道320号交点から下小川駅までの区間

## 地理

### 通過する自治体
- 茨城県
  - 常陸大宮市

### 交差する道路
- 茨城県道320号下小川停車場線（常陸大宮市盛金）

### 沿線
- JR東日本 下小川駅